# 弘前在来トウガラシ
弘前在来トウガラシ（ひろさきざいらいとうがらし）は、青森県弘前市で栽培されてきた在来種のトウガラシである。

## 概要
糖度は完熟の場合、通常の鷹の爪の約2倍と国内随一である。形状は大振り曲状で肩が大きく張り出した独特なものである。
近年安価な輸入トウガラシの影響のため生産量が激減したが、2004年から他品種との交雑を避けるため、地元生産者・JA・加工業者・行政（青森県や弘前市）・弘前大学農学生命科学部など産学官連携により、在来津軽清水森ナンバブランド確立研究会（事務局：青森県特産品センター）が発足。種子や苗を含めた栽培管理が厳格に実施されている。また、栽培地域は限定している。生産量は増加している。
現在では「清水森ナンバ」（しみずもりなんば）の統一された商品名で、一味唐辛子や醤油漬け・醤油煮、ソフトクリームなどの様々な加工品が販売されている。2020年12月23日に地理的表示保護制度に登録された。

## 歴史
弘前藩初代藩主、津軽為信（1550年 - 1607年）が京都伏見稲荷から持ち帰った後、津軽地方で広まり独特の在来種になったと伝えられている。1980年に国の野菜試験場育種部において野菜の地方品種で確認された。

## 加工品販売所
- 津軽藩ねぷた村
- 青森県特産品センター